# الهجرة غير الشرعية إلى السعودية
الهجرة غير الشرعية إلى السعودية فرضت المملكة العربية السعودية حدًا أقصى لمدة ست سنوات على إقامة الأجانب في السعودية، كجزء من برنامجها للسيطرة على سوق العمل المحلي، ويتم مواجهة أي متجاوزين غير قانونيين بعقوبة سجن إلزامية يتبعها ترحيل سريع. العديد من المهاجرين غير الشرعيين هم أولئك الذين تجاوزوا مدة زيارتهم أو تأشيراتهم للعمل أو تأشيرات الحج أو العمرة، بالإضافة إلى أولئك ممن يتسللون إلى البلاد خفية دون ملاحظة حرس الحدود السعودي.
ومع ذلك، لا تحتاج بعض الجنسيات إلى تأشيرة لدخول البلاد، والتي تشمل أعضاء مجلس التعاون الخليجي مثلًا. علاوة على ذلك، هناك العديد من الأشخاص عديمي الجنسية (المعروفين باسم البدون أو القبائل النازحة في السعودية) والذين يعيشون فيها.
في 22 ديسمبر 2012، نشرت صحيفة "اليوم" السعودية تقريرًا يفيد بوجود أكثر من خمسة ملايين مقيم غير شرعي في السعودية وفق لجنة الشؤون الخارجية في مجلس الشورى السعودي، ينتشرون في مناطق مكة وجدة والطائف والمدينة المنورة وينبع والرياض، وذكرت أيضًا أن 60% من الجرائم تُنسب لهم، ويشكل البورميون أبرزهم حيث يقدر عددهم نحو مليون مقيم غير شرعي بالإضافة إلى جنسيات من الصومال وإثيوبيا وإرتيريا يتسللون عبر الحدود.
أطلقت السعودية حملة «وطن بلا مخالف» لمساعدة من يرغب في إنهاء مخالفته ومغادرة المملكة مقابل إعفائه من أي عقوبة للمخالفة. وفي يونيو 2017، أعلنت إثيوبيا أن 35 ألف مواطن إثيوبي قد عادوا إلى البلاد من السعودية ضمن حملة «وطن بلا مخالف» السعودية، وقدرت أنهم يمثلون نحو 10% من بين نصف مليون إثيوبي يقيمون في السعودية بطريقة غير قانونية، وذكر وزير الإعلام الإثيوبي أن سلطات بلاده ستساعد في عودة نحو 85 ألف شخص، حصلوا على تأشيرة مغادرة للمملكة، وذلك عبر وسائل نقل مختلفة، من بينها النقل البحري والجوي والسكك الحديدية. وفي 2020، قامت السعودية بطرد عدة آلاف من الإثيوبيين من البلاد، وقالت مذكرة للأمم المتحدة أن السعودية من المتوقع أن ترحل نحو 200 ألف مهاجر إثيوبي. وكانت وزارة الخارجية الأمريكية قد ذكرت في تقريرها السنوي عن تهريب البشر عام 2019 أن نحو 100 ألف إثيوبي يسافرون سنويا إلى السعودية بطريقة غير شرعية من أجل الحصول على فرصة عمل وحياة أفضل.